# 668 Dora
Dora (asteroide 668) é um asteroide da cintura principal com um diâmetro de 26,84 quilómetros, a 2,1505384 UA. Possui uma excentricidade de 0,2311727 e um período orbital de 1 708,71 dias (4,68 anos).
Dora tem uma velocidade orbital média de 17,80875468 km/s e uma inclinação de 6,84311º.
Este asteroide foi descoberto em 27 de Julho de 1908 por August Kopff.